# Dirac-Fermion
Ein Dirac-Fermion ist in der Teilchenphysik (und der diese beschreibenden Quantenfeldtheorie) ein Fermion, also ein Teilchen mit halbzahligem Spin, welches sich von seinem eigenen Antiteilchen unterscheidet. Dirac-Fermionen ergänzen daher die Majorana-Fermionen, also die Fermionen, welche mit ihrem eigenen Antiteilchen übereinstimmen. Ein bekanntes Dirac-Fermion ist das Elektron, dessen Spin sich mit dem Stern–Gerlach-Experiment nachweisen lässt und dessen Antiteilchen das Positron ist, welches sich durch das Vorzeichen der elektrischen Ladung oder des magnetischen Moments von diesem unterscheidet. Aufgrund der Aufteilung eines (vierdimensionalen) Dirac-Spinors in zwei (zweidimensionale) Weyl-Spinoren ist ein Dirac-Fermion äquivalent zu zwei Weyl-Fermionen.